# Wechsel-hegység
A Wechsel-hegység alacsony hegyvonulat Kelet-Ausztriában, fő csúcsa a Hochwechsel (1743 m tengerszint feletti magasság).

## Földrajz
A Wechsel a Murától keletre fekvő peremhegység része. A fele olyan magas Bécsi-erdőn kívül ez az Alpok legkeletibb hegyvonulata. Legmagasabb pontja 1743 m tengerszint feletti magasságban van. A Hochwechsel, korábban Hoher Umschuss néven, melynek tetején az Osztrák Alpesi Klub menedékháza található. Innen a hegygerinctől északnyugatra az Umschußriegelig (1720 m tengerszint feletti magasságig), majd tovább a Schöberlriegelig (1704 m tengerszint feletti magasságig) és keletre a Niederwechselig (1669 m tengerszint feletti magasságig) húzódik.

## Idegenforgalom
Nyáron a Wechsel népszerű túraterület Bécs helyi rekreációs területén. A Hochwechsel csúcsán található menedékház mellett más menedékház is találhatók a Wechselen, amelyek közül néhányat csak szezonálisan laknak és kezelnek: a Marienseer Schwaig, Steyersberger Schwaig, Kampsteiner Schwaig (amely 2004 nyarán porig égett ismeretlen okból, és teljesen újjáépítették), Kranichberger Schwaig, Feistritzer Schwaig és Vorauer Schwaig. 
A téli szezonban számos kis síterület található a Wechsel lejtőin:
Alsó-Ausztriában: Mönichkirchen-Mariensee, Trattenbach, Sankt Corona am Wechsel és Arabichl Kirchberg am Wechsel.
Stájerországban: Mönichwald, Sankt Jakob im Walde és Wenigzell.
A keleti alpesi fekvése miatt a régióban nem garantált a tartós hótakaró, ami nem a hőmérsékletnek, hanem a kevés csapadéknak tulajdonítható.
A Wechsel-Semmering panorámaútvonal is átnyúlik a Wechsel területére. 
A Greis, Kummerbauerstadl, Dissauer, Feistritzsattel, Steyersberger Schwaig, Sankt Corona am Wechsel és Mariensee egy körülbelül 100 km hosszú, 1000 és 1500 m tengerszint feletti magasságban lévő sítúrahálózat.
A Stock des Wechsel jó feltételeket kínál a könnyű és szinte mindig lavinabiztos sítúrákhoz és hótalpas túrákhoz. Népszerű hegymászó útvonal pl. B. Mariensee-től a Marienseer Schwaigen keresztül északkeletről a Hochwechsel csúcsáig. A szélnek kitett fátlan hegygerincen azonban sokszor nagyon kevés hó esik még tél közepén is.